# Feld am See
Pour les articles homonymes, voir Feld.
Feld am See est une commune autrichienne du district de Villach-Land en Carinthie.